# Махмуд Недим паша
Махмуд Недим паша е османски държавник, два пъти велик везир на Османската империя. Довереник на султан Абдул Азис, заради проруската си политика получава от софтите и антируски настроените националисти прякора Недимов.